# Stenarella domator
Stenarella domator ist eine Schlupfwespe aus der Tribus Cryptini innerhalb der Unterfamilie der Cryptinae. Die Art wurde von dem österreichischen Entomologen Nicolaus Poda von Neuhaus im Jahr 1761 als Ichneumon domator erstbeschrieben. Der lateinische Artname domator bedeutet „Bändiger“.

## Merkmale
Die Schlupfwespen erreichen eine Länge von etwa 12 mm. Sie sind überwiegend schwarz gefärbt. Alle Femora sowie die vorderen und mittleren Tibien sind rot gefärbt. Die hinteren Tibien sind nur an der Basis rot. Die Nominatform weist eine weiße Binde auf etwa halber Länge der Fühler, sowie teilweise weiß gefärbte hintere Tarsen auf. Es gibt jedoch bei den Weibchen auch Ausprägungen, bei welchen die Fühler und hinteren Tarsen komplett schwarz sind. Die Facettenaugen sind rotbraun. Die Weibchen besitzen einen sehr langen Ovipositor (Legebohrer). Dieser ist knapp 1,8 mal so lang wie die eigentliche Körperlänge bzw. mindestens 2,9 mal so lang wie das Metasoma. Die klaren Flügel weisen ein spezielles Muster schwarzer Flügeladern auf. Die Vorderflügel besitzen ein dunkles Pterostigma (Flügelmal). Des Weiteren weisen sie eine sehr kleine Zelle (Areolet) 1+2Rs auf.

## Verbreitung
Stenarella domator ist in der westlichen Paläarktis heimisch. Die Art kommt in weiten Teilen Europas und Nordafrikas vor. Sie fehlt offenbar auf den Britischen Inseln. Im Osten reicht das Vorkommen bis in den Nahen Osten. Wahrscheinlich in der zweiten Hälfte des 20. Jahrhunderts wurde die Art in Nordamerika eingeschleppt, vermutlich durch Holzimporte.

## Lebensweise
Die Schlupfwespen beobachtet man gewöhnlich von Mai bis September. Stenarella domator ist ein Ektoparasitoid aculeater Hautflügler, die Lehmnester anlegen. Zu den Wirtsarten zählen verschiedene Vertreter der Solitären Faltenwespen (Eumeninae) und der Grabwespenfamilie Sphecidae. Bekannte Wirtsarten und -gattungen sind Ancistrocerus, die Große Lehmwespe (Delta unguiculatum) und Symmorphus gracilis. Die Wespen legen mehrzellige Nester an und verproviantieren ihre Brut mit erbeuteten Schmetterlingsraupen. Die weibliche Schlupfwespe platziert mit ihrem langen Legebohrer ihre Eier in die Wespennester. Die geschlüpfte Schlupfwespen-Larve parasitiert eine oder mehrere Wirtslarven.

## Taxonomie
In der Literatur findet man häufig noch das jüngere Synonym Stenarella gladiator (Scopoli, 1763).
Die Art Stenarella domator wird in vier Unterarten gegliedert. Im Folgenden eine Liste der Unterarten mit Angaben zum Verbreitungsgebiet und Merkmalen der Weibchen.
- Stenarella domator corsicator Aubert, 1969 – Korsika; Thorax schwarz; Körper fast vollständig schwarz; weiße Zeichnungen an Fühlern und Hintertarsen
- Stenarella domator cruentator (Klug, 1835) – SW-Frankreich, Spanien, Balearen; Thorax frontal und dorsal rotbraun, ventral und caudal schwarz; Mittelsegment schwarz
- Stenarella domator domator (Poda, 1761) – Nominatform; Europa außer SW-Europa; Femora rot bis rotbraun; Thorax schwarz, selten dunkelrot überlaufen
- Stenarella domator ensator (Thunberg, 1822) – NW-Afrika; Thorax und Mittelsegment fast ganz rot, nur wenige Nähte dunkel